# Сабадељ
Сабадељ (шп. Sabadell) град је у Шпанији, у аутономној заједници Каталонија, у покрајини Барселона. Према процени из 2008. у граду је живело 203.969 становника.

## Становништво
Према процени, у граду је 2008. живело 203.969 становника.
| 1981.   | 1991.   | 2001.   |
| ------- | ------- | ------- |
| 186.123 | 189.404 | 183.788 |

## Партнерски градови
- Ел Аргуб
- Матагалпа
- Сарајево